# Oy-Mittelberg

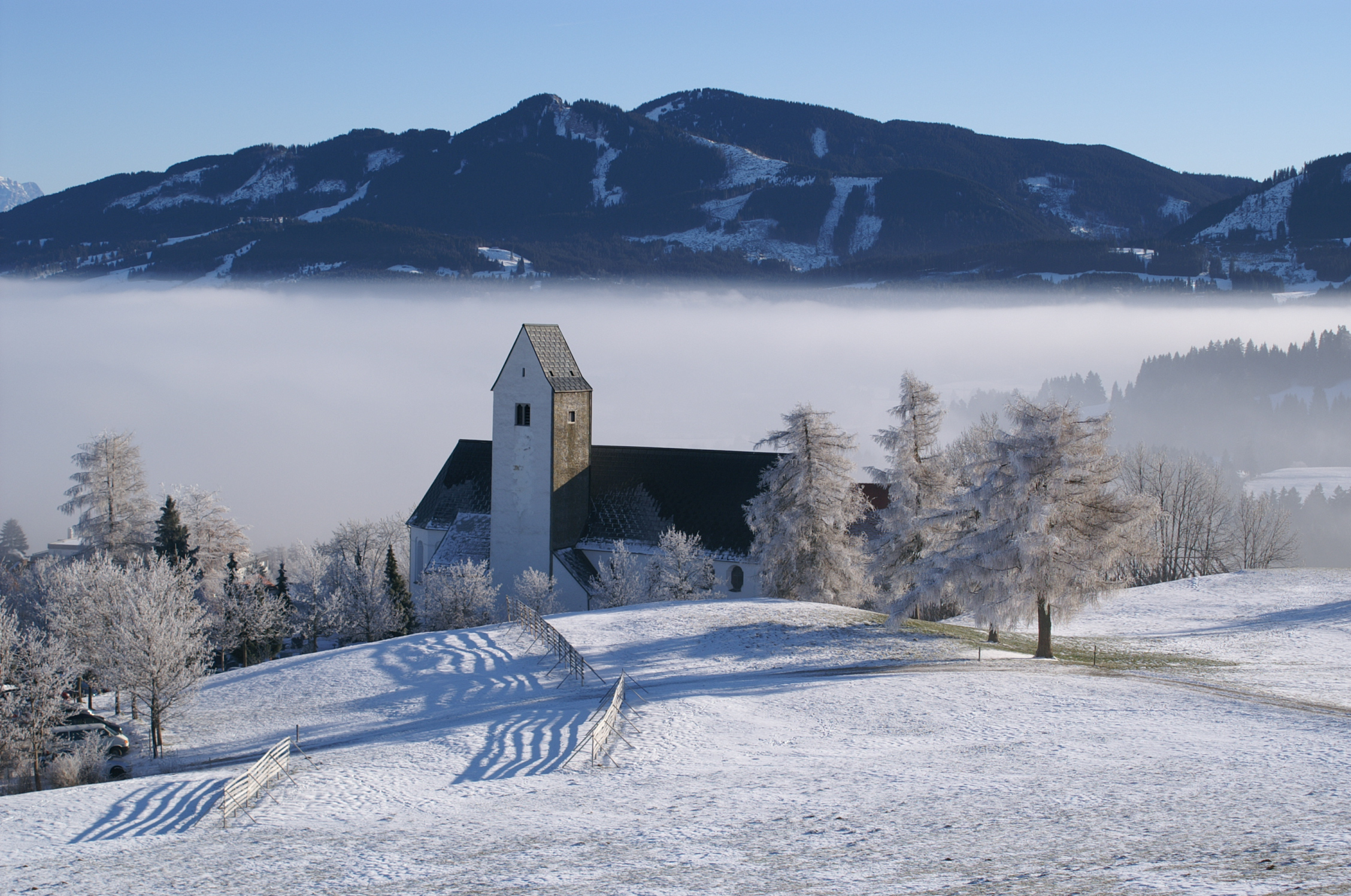
Kirche von Mittelberg, 1035 m ü NN

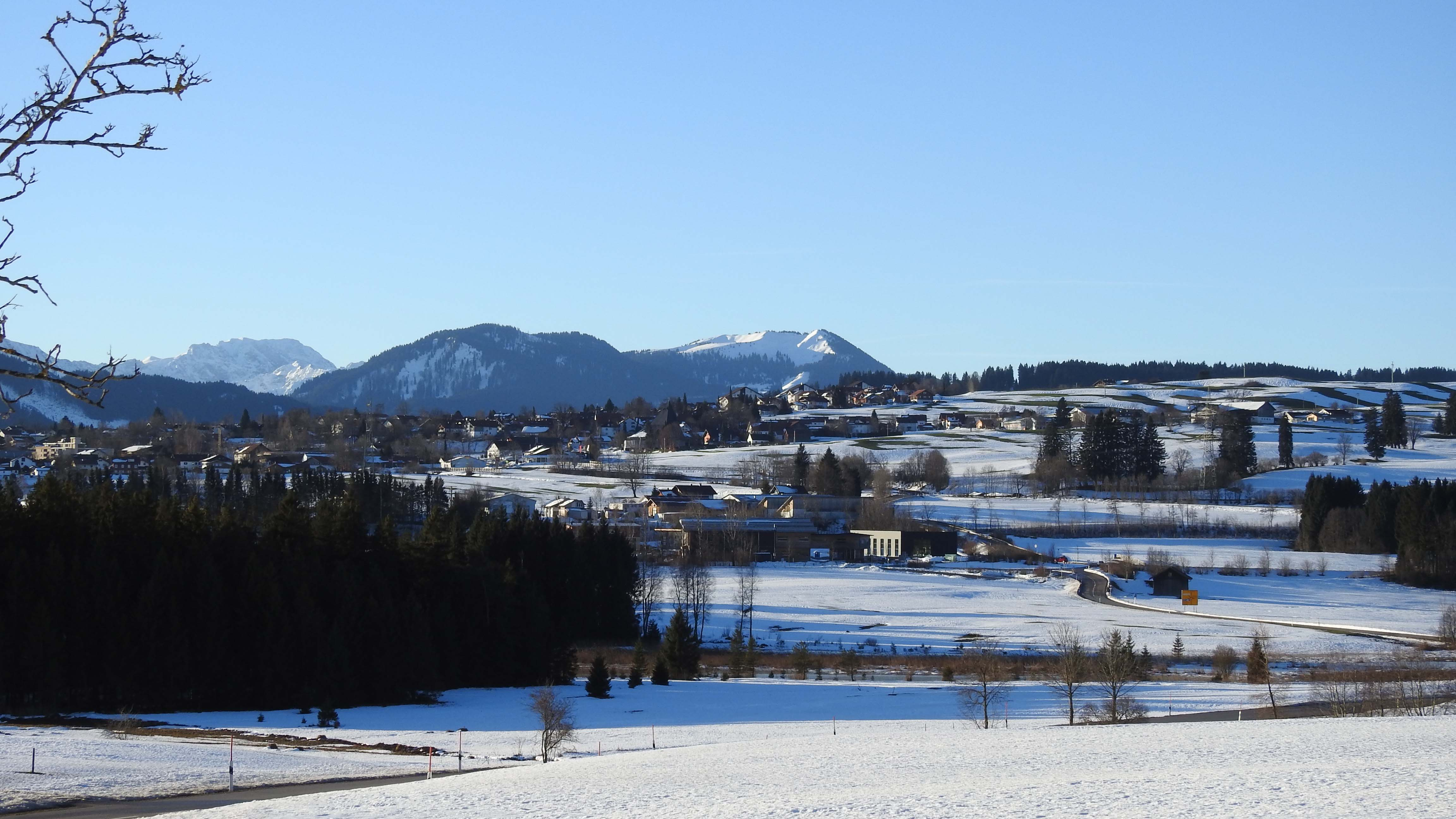
Oy von Norden

Oy-Mittelberg ist eine Gemeinde im schwäbischen Landkreis Oberallgäu in Bayern in Deutschland.

## Geographie

### Geographische Lage
Mit einer Höhe von 1035 m ü. NHN ist Mittelberg der höchstgelegene Ortsteil der Gemeinde und einer der höchsten Deutschlands.
Die Höhenlage der Gemeinde Oy-Mittelberg reicht von 752 m ü. NHN an der Rottach bei Riedis bis 1151 m ü. NHN (Burgkranzegger Horn).

### Gemeindegliederung
Es gibt 44 Gemeindeteile (in Klammern ist der Siedlungstyp angegeben):
- Bachtel (Kirchdorf)
- Bichel (Weiler)
- Binzen (Einöde)
- Bisseroy (Weiler)
- Burgkranzegg (Dorf)
- Faistenoy (Kirchdorf)
- Feld (Dorf)
- Greifenmühle (Weiler)
- Gschwend (Weiler)
- Gstör (Einöde)
- Guggemoos (Dorf)
- Haag (Dorf)
- Haslach (Kirchdorf)
- Hinterschwarzenberg (Weiler)
- Holz (Weiler)
- Josereute (Weiler)
- Köllen (Weiler)
- Kressen (Dorf)
- Maria-Rain (Pfarrdorf)
- Memersch (Dorf)
- Mitbühl (Weiler)
- Mittelberg (Pfarrdorf)
- Multen (Einöde)
- Oberschwarzenberg (Dorf)
- Oberzollhaus (Dorf)
- Ochsenhof (Einöde)
- Öschle (Einöde)
- Oy (Pfarrdorf)
- Petersthal (Pfarrdorf)
- Rainen (Weiler)
- Ried (Weiler)
- Riedis (Kirchdorf)
- Schicken (Weiler)
- Schmalzhansenstein (Einöde)
- Schwanden (Weiler)
- Stich (Dorf)
- Suitermühle (Einöde)
- Unterschwarzenberg (Pfarrdorf)
- Uttenbühl (Weiler)
- Wasenmühle (Einöde)
- Wengen (Weiler)
- Wertachmühle (Einöde)
- Wiesen (Einöde)

Das Gemeindegebiet besteht aus den Gemarkungen Mittelberg und Petersthal.

## Geschichte

### Namensherkunft
Oy ist abgeleitet von Aue, also einem vom Wasser umflossenen Stück Land oder einer wasserreichen Wiese. 1200 wurde der Ortsname noch Ad Mittilberc in der Owi geschrieben, spätere Schreibweisen waren auch Eǒ, Ew und Ewen.

### Bis zum 19. Jahrhundert
Mittelberg wird erstmals urkundlich um das Jahr 800 als Ort der Zehnte Wertach genannt. Das Gebiet von Oy-Mittelberg gehörte bis zum Reichsdeputationshauptschluss und der Säkularisation von 1803 zum Hochstift Augsburg, seither gehört der Ort zu Bayern. 1822 fiel Mittelberg bis auf Kirche und Pfarrhof einem Großbrand zum Opfer. 
Oy gehört seit dem 19. Jahrhundert zur Gemeinde Mittelberg. Diese wiederum gehörte von 1862 bis zur Gebietsreform in Bayern 1972 zum Bezirksamt bzw. Landkreis Kempten (Allgäu).

### Eingemeindungen
Am 1. Januar 1976 wurde im Zuge der Gemeindegebietsreform die Gemeinde Petersthal fast vollständig in die Gemeinde Mittelberg eingemeindet. Am 1. Mai 1978 gab es einen Gebietsaustausch zwischen der Gemeinde Mittelberg und dem Markt Sulzberg. Seit dem 1. Januar 1980 führt die Gemeinde den Namen Oy-Mittelberg.

### Bevölkerungsentwicklung
| Jahr      | 1840  | 1871  | 1900  | 1925  | 1939  | 1950  | 1961  | 1970  | 1987  | 2008  | 2009  | 2010  | 2011  | 2012  | 2013  | 2014  | 2015  | 2016  | 2017  | 2021 |
| --------- | ----- | ----- | ----- | ----- | ----- | ----- | ----- | ----- | ----- | ----- | ----- | ----- | ----- | ----- | ----- | ----- | ----- | ----- | ----- | ---- |
| Einwohner | 2 738 | 2 642 | 2 571 | 2 992 | 2 768 | 4 324 | 3 240 | 3 433 | 3 516 | 4 472 | 4 505 | 4 433 | 4 346 | 4 379 | 4 446 | 4 436 | 4 500 | 4 562 | 4 647 | 4628 |

(Quelle )

## Politik

### Gemeinderat
Bei den Kommunalwahlen vom 2. März 2008 (Wahlbeteiligung 58,6 %), 16. März 2014 und 15. März 2020 (Wahlbeteiligung 62,05 %) ergab sich folgende Zusammensetzung des Gemeinderates von Oy-Mittelberg:
| Partei/Liste                               | 2008–2014 | 2014–2020 | 2020–2026 | Stimmenanteil 2020 |
| CSU                                        | 7         | 5         | 5         | 30,62 %            |
| Bürgerblock Petersthal                     | 4         | 3         | 3         | 20,35 %            |
| Gemeinschaftsblock Mittelberg/Freie Wähler | 4         | 6         | 4         | 23,53 %            |
| Liste Haslach                              | 1         | 2         | 2         | 11,55 %            |
| Aktive Liste                               | -         | -         | 2         | 13,95 %            |

### Bürgermeister
Der berufsmäßige Erste Bürgermeister Lucas Reisacher (CSU/Freie Wähler) ist seit 24. Februar 2024 im Amt. Bei der Bürgermeisterwahl am 26. November 2023 war er der einzige Kandidat und erhielt bei einer Wahlbeteiligung von 36,2 % einen Stimmenanteil von 84,9 %. Sein Vorgänger Theo Haslach (CSU) war 18 Jahre im Amt.

### Gemeindefinanzen
Im Jahr 2017 betrugen die Gemeindesteuereinnahmen 4.556.000 €, davon waren 1.194.000 € Gewerbesteuereinnahmen (netto).

### Wappen
| Wappen von Oy-Mittelberg | Blasonierung: „In von Rot und Silber gespaltenem Schild eine gespaltene Kugel in verwechselten Farben, die von einem mit fünf heraldischen Rosen belegten Kranz in verwechselten Farben umfangen wird.“ |
| Wappen von Oy-Mittelberg | |

### Gemeindepartnerschaft
Seit 1983 besteht zwischen Oy-Mittelberg und der französischen Gemeinde Bais eine Partnerschaft.

## Kultur und Sehenswürdigkeiten
Kirchen:

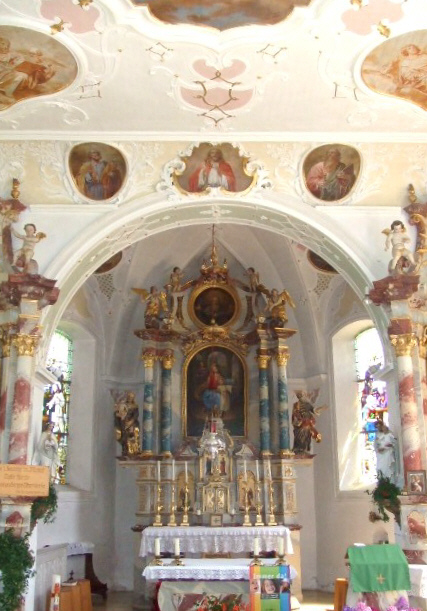
Hochaltar der Pfarrkirche Maria Immaculata, Schwarzenberg

- Wallfahrtskirche Hl. Kreuz, Maria-Rain. – Zur Ausstattung gehören ein gotischer Hochaltar, eine frühbarocke Kanzel und das Gnadenbild von etwa 1490.
- Pfarrkirche St. Michael, Mittelberg. Mit 1036 m ü. NHN ist sie eine der höchstgelegenen Pfarrkirchen im Allgäu. Die Ursprünge gehen aufs 8. Jahrhundert zurück. Nach einem Um- und Erweiterungsbau 1769 zeigt sie sich in barocker Gestalt. Mit dem größten Freskenzyklus des Allgäuer Künstlers Franz Anton Weiß, spätgotischer Pieta, barockem Michael und barocker Kanzel. Michaelsglocke von 1522. Turm aus dem 12. Jahrhundert. Spätgotischer Pfarrhof mit Übergang zur Kirche. Filialkirchen: Faistenoy, Haag, Haslach, Multen, Oberzollhaus
- Pfarrkirche St. Peter und Paul, Petersthal. – Zur Ausstattung der spätbarocken Dorfkirche gehören ein Palmesel und eine Madonnenfigur der Syrlin-Schule (um 1510).
- Pfarrkirche Maria Immaculata, Schwarzenberg.

Kapellen:
- St.-Magnus-Kapelle, Haag – erbaut 1875
- Weihnachtskapelle, Bachtel – erbaut ab 1664, mit barocker Ausstattung
- Pfarrkapelle St. Anna, Oy – erbaut 1677
- Wendelinskapelle, Faistenoy – erbaut 1754
- St.-Martins-Kapelle, Guggemoos – erbaut 1858
- St.-Wolfgang-Kapelle, Haslach
- St.-Magnus-Kapelle, Oberzollhaus – erbaut 1742
- Filialkirche St. Katharina, Riedis – enthält wertvolle spätmittelalterliche Skulpturen
- Dreifaltigkeitskapelle, Stich – erbaut ab 1792, Altar von 1850

Weiteres
- Kriegerdenkmal (1875)
- Denkmal zu dem Wasserverteilsystem durch Teilsäulen in Faistenoy

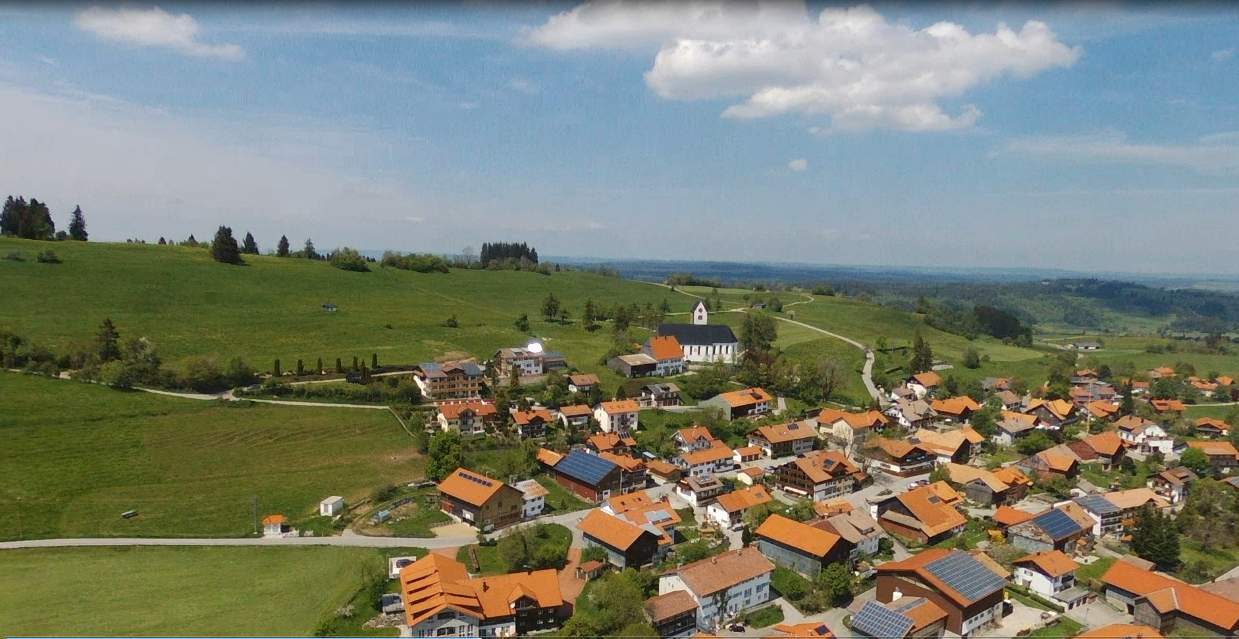
Mittelberg von oben
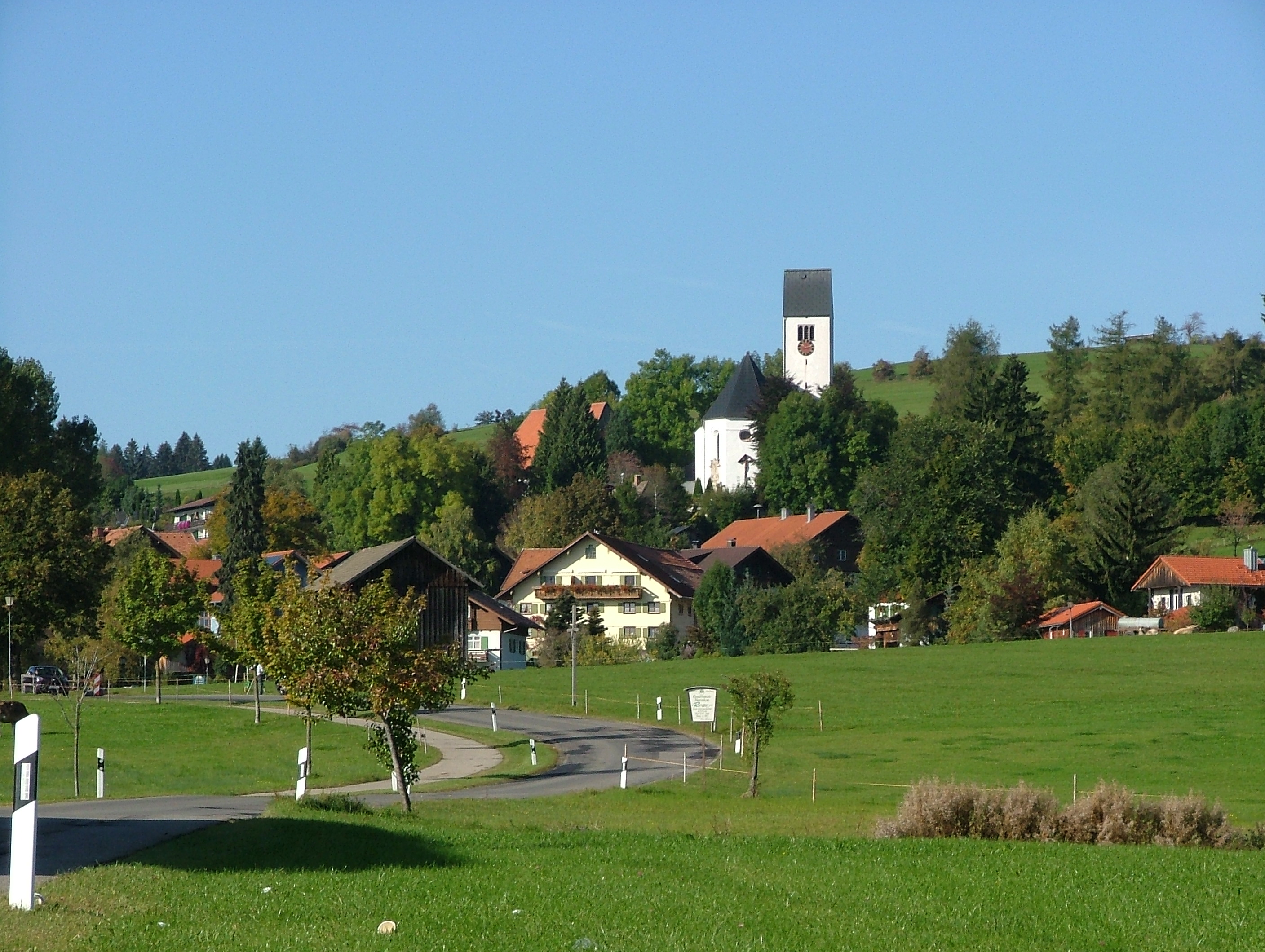
Mittelberg
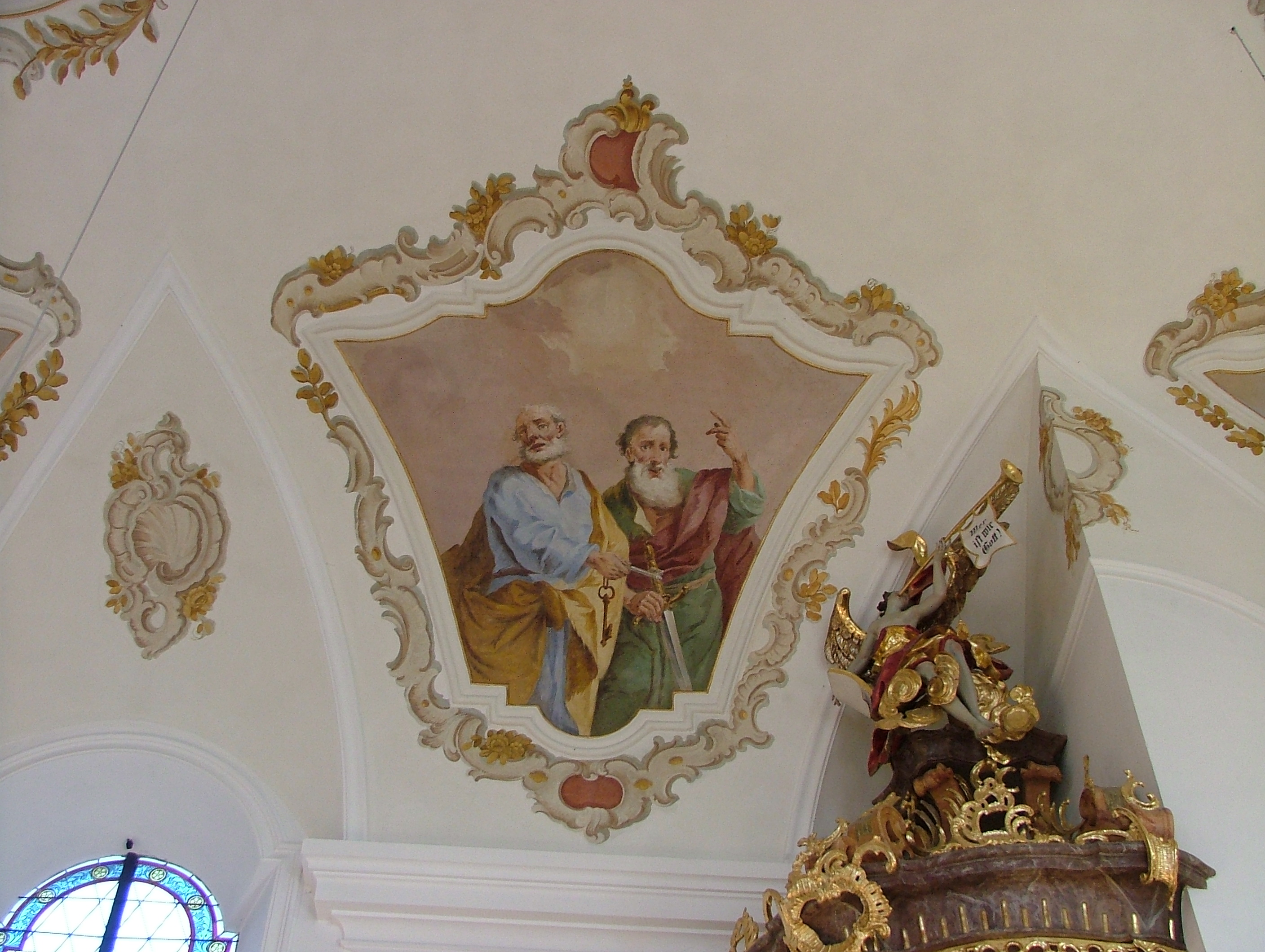
Pfarrkirche St. Michael, Deckenmalerei von F. A. Weiß
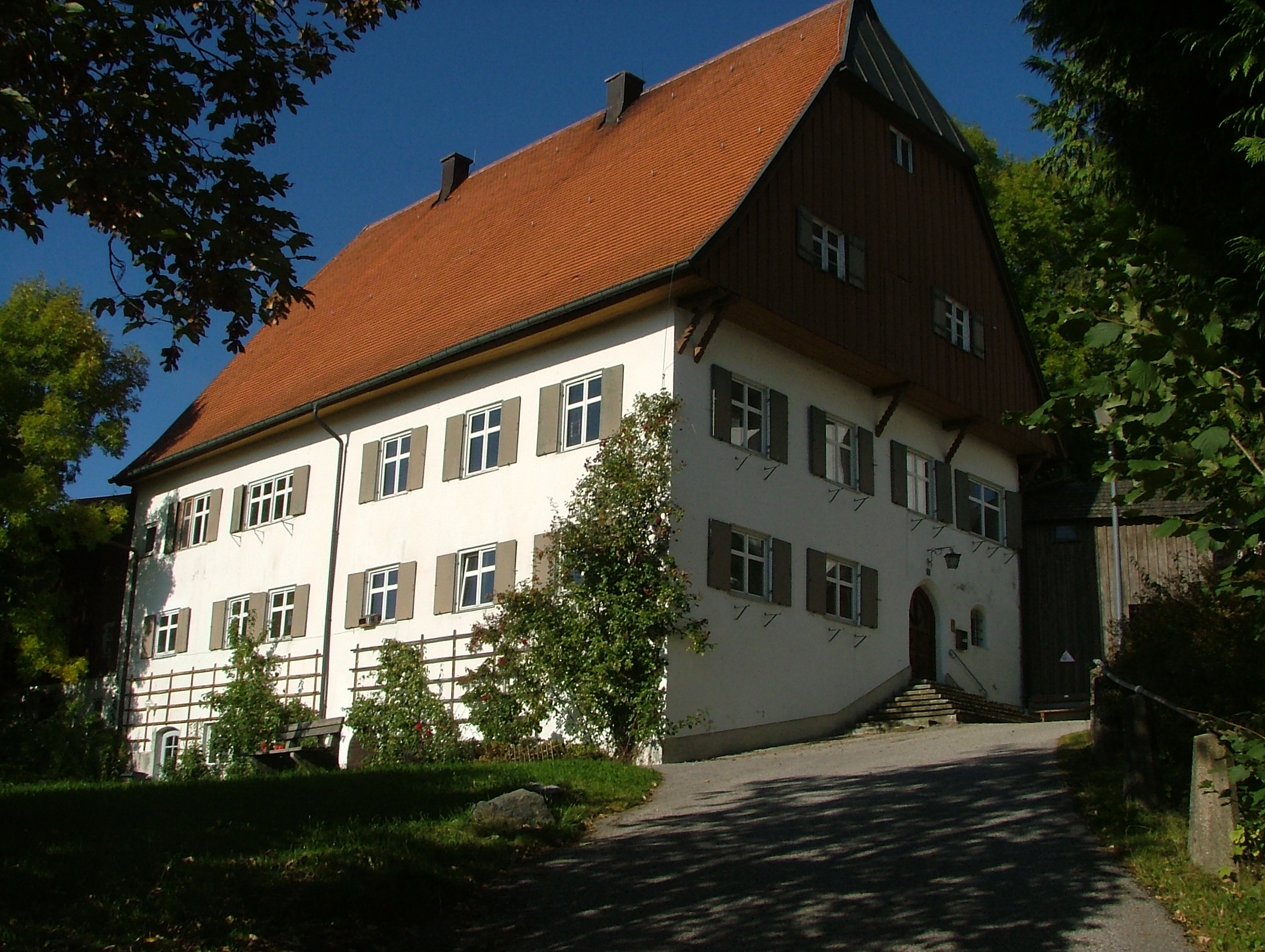
Pfarrhaus
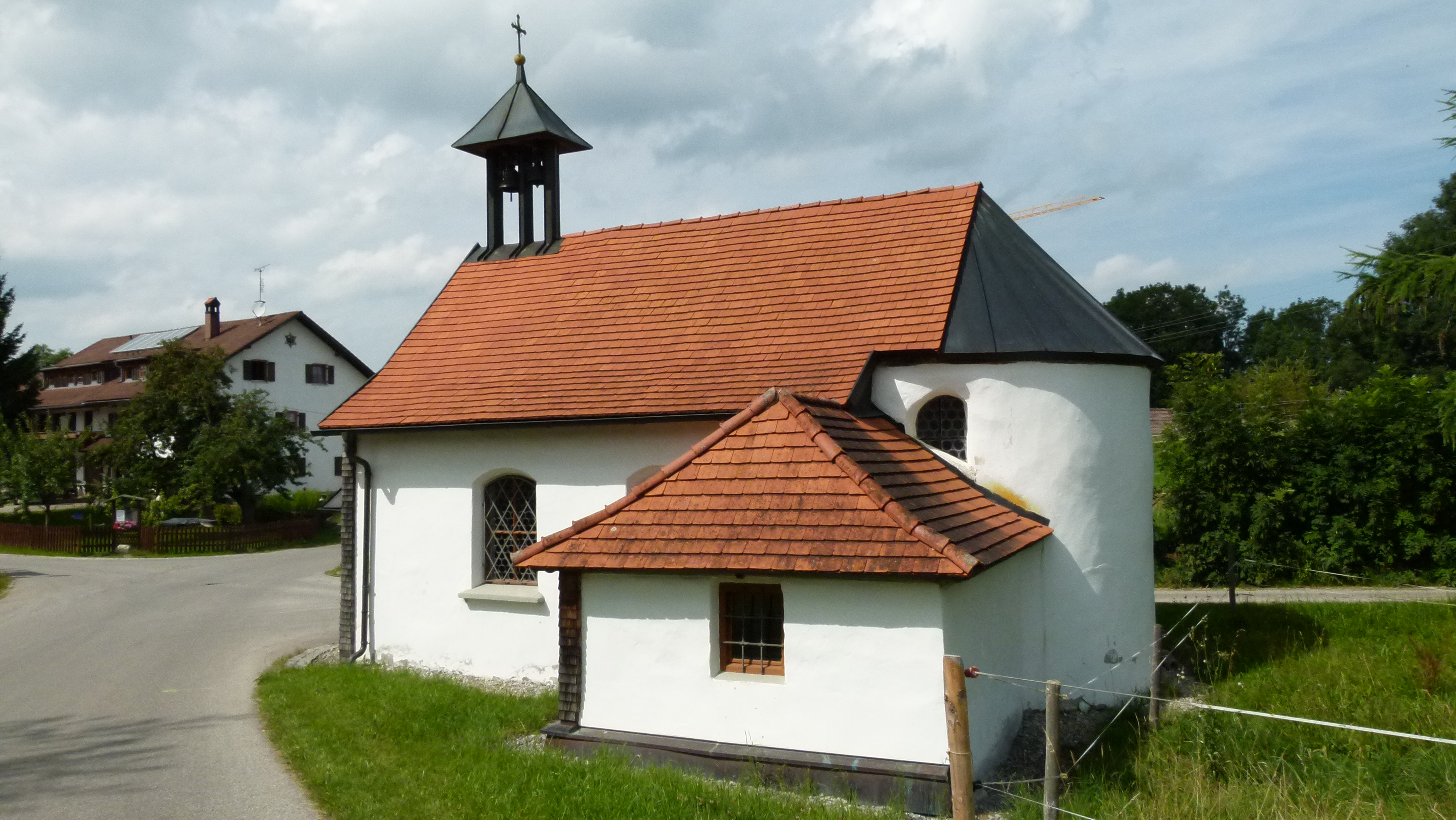
Dreifaltigkeitskapelle in Stich
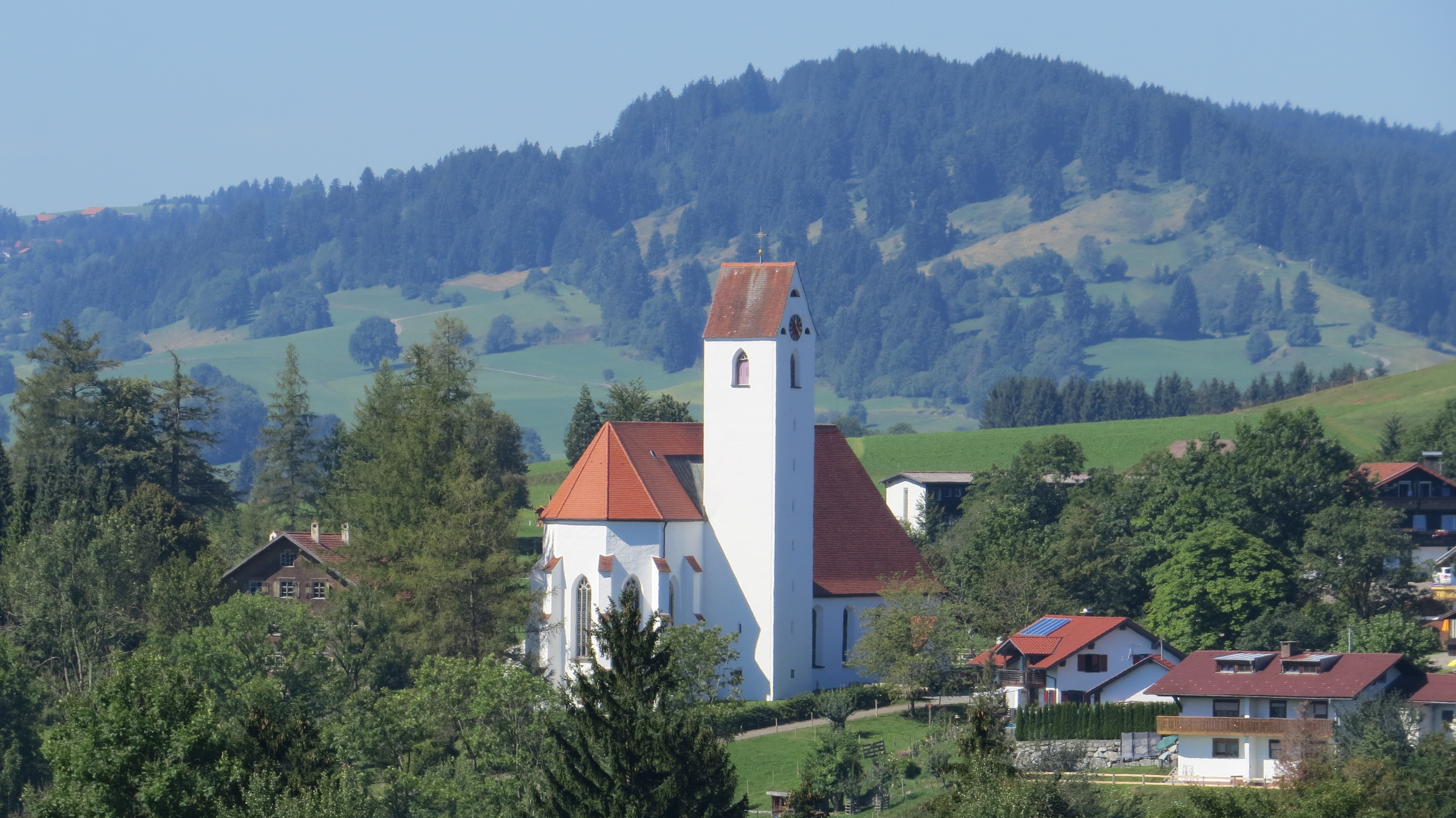
Maria-Rain

## Wirtschaft und Infrastruktur

### Wirtschaft
Es gab 2017 im Bereich der Land- und Forstwirtschaft acht, im produzierenden Gewerbe 333 und im Bereich Handel, Verkehr und Gastgewerbe 144 sozialversicherungspflichtig Beschäftigte am Arbeitsort. In sonstigen Wirtschaftsbereichen waren am Arbeitsort 367 Personen sozialversicherungspflichtig beschäftigt. Sozialversicherungspflichtig Beschäftigte am Wohnort gab es insgesamt 1851. Im verarbeitenden Gewerbe gab es 2017 zwei, im Bauhauptgewerbe acht Betriebe. Im Jahr 2016 bestanden zudem 113 landwirtschaftliche Betriebe mit einer landwirtschaftlich nutzbaren Fläche von mehr als fünf Hektar, die insgesamt 3.237 Hektar bewirtschafteten.

### Verkehr
Die Gemeinde ist durch die Anschlussstelle Oy-Mittelberg an die Bundesautobahn A7 angebunden. Im Gemeindegebiet liegen vier Haltepunkte der Außerfernbahn: Zollhaus-Petersthal, Oy-Mittelberg (Bahnhof), Wertach-Haslach und Maria Rain.

### Tourismus
Der Tourismus trug wesentlich zur Entwicklung der Gemeinde in ihrer heutigen Form bei. Neben der Natur wie beispielsweise die zahlreichen Seen (vor allem Rottachsee und Grüntensee) sowie die vielen in ihrer Ursprünglichkeit erhaltenen Gemeindeteile wie etwa Mittelberg war auch die touristische Infrastruktur hierfür ausschlaggebend. Im Gemeindeteil Haslach befindet sich seit 2007 der Hochseilgarten „Kletterwald Grüntensee“. 
Oy-Mittelberg liegt am Bodensee-Königssee-Radweg, welcher in Lindau beginnt und zum Königssee bei Berchtesgaden führt. Von Sonthofen führt er über Rettenberg und die Ortsteile Petersthal, Memersch und Haag nach Oy und weiter am Ortsteil Haslach vorbei und über Nesselwang nach Füssen.
Durch das Gemeindegebiet führt auch die ca. 475 Kilometer lange Radrunde Allgäu.

### Bildung
- Im Jahr 2010 wurden in zwei kirchlichen und einem kommunalen Kindergärten mit insgesamt 175 Plätzen 131 Kinder betreut.
- In der Volksschule wurden im Schuljahr 2017/18 in 16 Klassen 309 Kinder von 23 Lehrern unterrichtet.[6]

## Persönlichkeiten
(chronologisch geordnet)
- Peter Alois Gratz (1769–1849), katholischer Bibelwissenschaftler
- Alois Wagner (1875–1944), römisch-katholischer Geistlicher und Klinikdirektor
- Hans Johnen (1940–2013), Mathematiker und Professor an der Universität Bielefeld
- Uwe Kekeritz (* 1953), Politiker (Grüne), seit 2009 Mitglied des Deutschen Bundestages
- Romuald Schaber (* 1957), Gründer und Vorsitzender des Bundesverbandes Deutscher Milchviehhalter
- Daniel Mark Eberhard (* 1976), Professor für Musikpädagogik und Musikdidaktik, Jazzmusiker, lebte von 1980 bis 2002 in Oy-Mittelberg und besuchte dort die Grundschule
- Matthias Schriefl (* 1981), international konzertierender Jazztrompeter und Komponist, in Maria-Rain aufgewachsen, besuchte die Grundschule in Oy